# 24-Stunden-Rennen von Spa-Francorchamps 2012

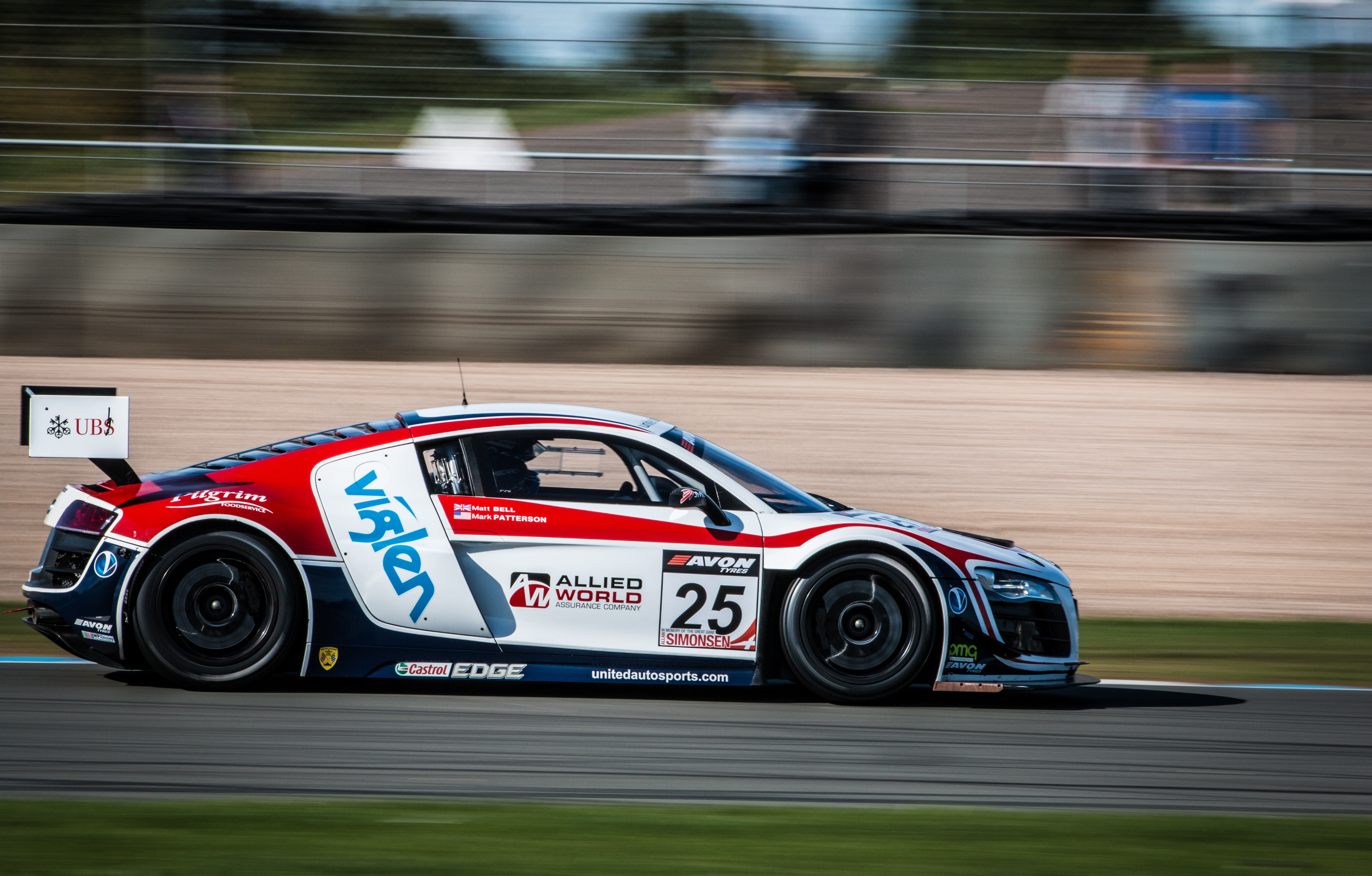
Siegerwagenmodell Audi R8 LMS ultra

Das 64. 24-Stunden-Rennen von Spa-Francorchamps, auch Total Spa 24 Hours 2012, fand am 28. und 29. Juli 2012 auf dem Circuit de Spa-Francorchamps statt und war der vierte Wertungslauf der Blancpain Endurance Series dieses Jahres.

## Das Rennen
Starke Regenfälle und insgesamt 16. Safety-Car-Phasen beeinflussten die 64. Auflage des 24-Stunden-Rennens von Spa-Francorchamps. In den ersten zehn Stunden sorgten zwei heftige Gewitter und zahlreiche Unfälle für ständige Verschiebungen im Klassement. Wer während einer Safety-Car-Phase zum Reifenwechsel und Nachtanken die Boxen anfuhr, kam im Klassement nach vorne. Wer unter normalen Rennbedingungen an die Boxen kam, fiel zurück. So war es nicht überraschend, dass am Ende der vom 29. Startplatz weggefahrene Phoenix-Audi R8 LMS ultra von Frank Stippler, René Rast und Andrea Piccini gewann. Hinter dem Audi von Stéphane Ortelli, Christopher Mies und Christopher Haase kam die BMW-Z4-GT3-Mannschaft Frank Kechele/Gregory Franchi/Mathias Lauda als Gesamtdritte ins Ziel.

## Ergebnisse

### Schlussklassement
| 1               | GT3-Pro          | 16  | Audi Sport Performance Team   | Frank Stippler René Rast Andrea Piccini                               | Audi R8 LMS ultra               | 509 |
| 2               | GT3-Pro          | 1   | Belgian Audi Club Team WRT    | Stéphane Ortelli Christopher Mies Christopher Haase                   | Audi R8 LMS ultra               | 508 |
| 3               | GT3-Pro          | 66  | BMW Vita4One Racing Team      | Frank Kechele Gregory Franchi Mathias Lauda                           | BMW Z4 GT3                      | 508 |
| 4               | GT3-Pro          | 3   | Marc VDS Racing Team          | Maxime Martin Bas Leinders Markus Palttala                            | BMW Z4 GT3                      | 507 |
| 5               | GT3-Pro-Am       | 52  | AF Corse                      | Andrea Bertolini Alessandro Pier Guidi Louis Machiels Niek Hommerson  | Ferrari 458 Italia GT3          | 502 |
| 6               | GT3-Pro          | 6   | Audi Sport Team Phoenix       | André Lotterer Tom Kristensen Marcel Fässler                          | Audi R8 LMS ultra               | 501 |
| 7               | GT3-Pro-Am       | 8   | Haribo Racing Team            | Uwe Alzen Christian Menzel Mike Stursberg Hans Guido Riegel           | Porsche 997 GT3-R               | 497 |
| 8               | GT3-Pro-Am       | 10  | Sofrev Auto Sport Promotion   | Olivier Panis Fabien Barthez Eric Debard Morgan Moulin-Traffort       | Ferrari 458 Italia GT3          | 497 |
| 9               | GT3-Pro-Am       | 88  | Von Ryan Racing               | Álvaro Parente Roger Wills Chris Goodwin Rob Barff                    | McLaren MP4-12C GT3             | 497 |
| 10              | GT3-Pro-Am       | 20  | Sofrev Auto Sport Promotion   | Ludovic Badey Jean-Luc Beaubelique Patrice Goueslard Tristan Vautier  | Ferrari 458 Italia GT3          | 495 |
| 11              | GT3-Pro-Am       | 24  | Blancpain Reiter              | Peter Kox Marc Hayek Albert von Thurn und Taxis Jos Menten            | Lamborghini Gallardo LP600+ GT3 | 486 |
| 12              | GT3-Pro-Am       | 17  | Insight Racing                | Martin Jensen Dennis Andersen Iain Dockerill                          | Ferrari 458 Italia GT3          | 486 |
| 13              | GT3-Pro-Am       | 4   | Prospeed Competition          | Maxime Soulet Dylan Derdaele Paul van Splunteren Frédéric Bouvy       | Porsche 997 GT3-R               | 485 |
| 14              | GT3-Pro-Am       | 30  | GT3 Racing                    | Peter Belshaw Craig Wilkins Aaron Scott Phil Keen                     | Audi R8 LMS                     | 484 |
| 15              | GT3-Pro          | 4   | Marc VDS Racing Team          | Mike Hezemans Bert Longin Henri Moser                                 | BMW Z4 GT3                      | 478 |
| 16              | GT3-Pro-Am       | 89  | GPR AMR                       | Bertrand Baguette Ronnie Lattine Tim Verbergt Damien Dupont           | Aston Martin Vantage GT3        | 477 |
| 17              | Gentleman-Trophy | 25  | First Motorsport              | Bert Redant Armand Fumal Steve van Bellingen Johan Vanloo             | Porsche 997 GT3 Cup S           | 475 |
| 18              | GT3-Pro-Am       | 49  | AF Corse                      | Yannick Mallegol Howard Blank Jean-Marc Bachelier François Perrodo    | Ferrari 458 Italia GT3          | 475 |
| 19              | GT3-Pro-Am       | 19  | Black Falcon                  | Kenneth Heyer Oliver Morley Manuel Metzger Stephan Rosler             | Mercedes-Benz SLS AMG GT3       | 473 |
| 20              | GT3-Pro          | 75  | Prospeed Competition          | Marc Goossens Xavier Maassen Marc Hennerici                           | Porsche 997 GT3-R               | 471 |
| 21              | GT3-Pro-Am       | 34  | Pro GT by Alméras             | Anthony Beltoise Roland Bervillé Henry Hassid Nicolas Armindo         | Porsche 997 GT3-R               | 471 |
| 22              | Gentleman-Trophy | 82  | Bull Fight Racing GCR         | Pierre Fontaine Gaël Lesoudier Christophe Decultot Gilles Vannelet    | Dodge Viper Competition Coupe   | 462 |
| 23              | Gentleman-Trophy | 41  | Saintéloc Racing              | Robert Hissom Pierre Hirschi Philippe Marie Jérôme Demay              | Audi R8 LMS                     | 460 |
| 24              | Gentleman-Trophy | 81  | ALFAB Racing                  | Erik Behrens Daniel Roos Patrik Skoog Magnus Ohman                    | Audi R8 LMS                     | 455 |
| 25              | Cup              | 94  | SpeedLover                    | Kevin Balthazard Christophe Bigourie Raf Vleugels Rik Renmans         | Porsche 997 GT3 Cup             | 455 |
| 26              | GT3-Pro-Am       | 42  | Sport Garage                  | Romain Brandela Lionel Comole Michaël Petit Kevin Despinasse          | Ferrari 458 Italia GT3          | 448 |
| 27              | GT3-Pro-Am       | 50  | AF Corse                      | Marco Cioci Jack Gerber Raffaele Giammaria Enzo Ide                   | Ferrari 458 Italia GT3          | 447 |
| 28              | GT3-Pro-Am       | 60  | Von Ryan Racing               | Julien Draper Matthew Draper Stephen Jelley Stef Dusseldorp           | McLaren MP4-12C GT3             | 434 |
| Nicht klassiert |                  |     |                               |                                                                       |                                 |     |
| 29              | Gentleman-Trophy | 57  | VDS Racing Adventures         | Raphaël van de Straten Nicolas De Crem José Close Benjamin Bailly     | Ford Mustang FR500 GT3          | 334 |
| Ausgefallen     |                  |     |                               |                                                                       |                                 |     |
| 30              | GT3-Pro-Am       | 51  | AF Corse                      | Dan Brown Giuseppe Cirò Gaetano Ardagna Pérez Toni Vilander           | Ferrari 458 Italia GT3          | 449 |
| 31              | GT3-Pro-Am       | 72  | Kessel Racing                 | Lorenzo Bontempelli Pierre Bruneau Marc Rostan Claude-Yves Gosselin   | Ferrari 458 Italia GT3          | 449 |
| 32              | GT3-Pro          | 2   | Belgian Audi Club Team WRT    | Edward Sandström Marco Bonanomi Laurens Vanthoor                      | Audi R8 LMS ultra               | 417 |
| 33              | GT3-Pro-Am       | 29  | ROAL Motorsport               | Tom Coronel Stefano Colombo Edoardo Liberati Michela Cerruti          | BMW Z4 GT3                      | 400 |
| 34              | Gentleman-Trophy | 98  | JB Motorsport                 | Jan Brunstedt Mikael Bender Jocke Mangs                               | Audi R8 LMS                     | 363 |
| 35              | GT3-Pro          | 71  | Kessel Racing                 | Daniel Zampieri Davide Rigon Stefano Gattuso                          | Ferrari 458 Italia GT3          | 354 |
| 36              | GT3-Pro-Am       | 107 | Beechdean Aston Martin Racing | Jonny Adam John Gaw Andrew Howard Phil Dryburgh                       | Aston Martin Vantage GT3        | 342 |
| 37              | Gentleman-Trophy | 58  | Exagon Engineering            | Christian Kelders Jean-Luc Blanchemain Daniel Desbrueres Pascal Mulle | Porsche 997 GT3-R               | 342 |
| 38              | GT3-Pro-Am       | 57  | Vita4One Team Italy           | Alessandro Bonacini Eugenio Amos Giacomo Petrobelli Jonathan Hirschi  | Ferrari 458 Italia GT3          | 338 |
| 39              | GT3-Pro-Am       | 7   | ARC Bratislava                | Miroslav Konôpka Zdeno Mikulasko Steffano Crotti Christoff Corten     | Porsche 997 GT3-R               | 305 |
| 40              | GT3-Pro          | 36  | DB Motorsport                 | Stéphane Léméret Jeffrey Van Hooydonk Jeroen den Boer                 | BMW Z4 GT3                      | 271 |
| 41              | GT3-Pro          | 41  | Saintéloc Racing              | Dino Lunardi Grégory Guilvert Filipe Albuquerque                      | Audi R8 LMS ultra               | 267 |
| 42              | GT3-Pro          | 83  | SMG Challenge                 | Philippe Gache Eric Clément Olivier Pla                               | Porsche 997 GT3-R               | 262 |
| 43              | GT3-Pro-Am       | 21  | MTech                         | Matt Griffin Nicola Cadei Mike Edmonds Duncan Cameron                 | Ferrari 458 Italia GT3          | 257 |
| 44              | GT3-Pro          | 69  | Gulf Racing UK                | Jamie Campbell-Walter Roald Goethe Stuart Hall                        | McLaren MP4-12C GT3             | 216 |
| 45              | GT3-Pro          | 9   | Gulf Racing UK                | Rob Bell Mike Wainwright Andrew Meyrick                               | McLaren MP4-12C GT3             | 203 |
| 46              | GT3-Pro-Am       | 14  | KRK Racing                    | Koen Wauters Anthony Kumpen Raf Vanthoor Dennis Retera                | Mercedes-Benz SLS AMG GT3       | 190 |
| 47              | GT3-Pro-Am       | 47  | ASM Team                      | Pedro Lamy Ricardo Bravo Luís Silva Karim Ojjeh                       | McLaren MP4-12C GT3             | 190 |
| 48              | GT3-Pro-Am       | 23  | United Autosports             | Mark Blundell Mark Patterson Alain Li Richard Meins                   | Audi R8 LMS ultra               | 187 |
| 49              | Cup              | 76  | Race Art                      | Philippe Broodcoren Christophe Geoffroy Mathijs Harkema Henri Richard | Porsche 997 GT3 Cup             | 181 |
| 50              | GT3-Pro-Am       | 44  | Sport Garage                  | Gilles Duqueine Christian Beroujon André-Alain Corbel Eric Vaissiere  | Ferrari 458 Italia GT3          | 164 |
| 51              | Cup              | 32  | Pro GT by Alméras             | Jean-Louis Alloin Jérémy Alloin Matthieu Vaxivière Alain Ferté        | Porsche 997 GT3 Cup             | 163 |
| 52              | GT3-Pro-Am       | 59  | Vita4One Team Italy           | Alessandro Bonetti Andrea Ceccato Michael Lyons Filip Salaquarda      | Ferrari 458 Italia GT3          | 158 |
| 53              | GT3-Pro-Am       | 70  | Race Art                      | Nicky Catsburg Roger Grouwels Jaap van Lagen Robert Nearn             | BMW Z4 GT3                      | 136 |
| 54              | GT3-Pro-Am       | 18  | Black Falcon                  | Jeroen Bleekemolen Steve Jans Bret Curtis Cheng Congfu                | Mercedes-Benz SLS AMG GT3       | 125 |
| 55              | GT3-Pro-Am       | 5   | Boutsen Ginion Racing         | Nico Verdonck Edouard Mondron Eric van de Poele Jack Clarke           | McLaren MP4-12C GT3             | 124 |
| 56              | Gentleman-Trophy | 73  | Kessel Racing                 | Beniamino Caccia Paolo Andreasi Pablo Paladino Giacomo Piccini        | Ferrari 430 Scuderia GT3        | 123 |
| 57              | GT3-Pro-Am       | 15  | Boutsen Ginion Racing         | Jérôme Thiry Sarah Bovy Massimo Vagliani Marlene Broggi               | McLaren MP4-12C GT3             | 96  |
| 58              | GT3-Pro-Am       | 62  | Lapidus Racing                | Klaas Hummel Adam Christodoulou Phil Quaife Tim Mullen                | McLaren MP4-12C GT3             | 96  |
| 59              | GT3-Pro-Am       | 12  | ART Grand Prix                | Duncan Tappy Grégoire Demoustier Mike Parisy Ulric Amado              | McLaren MP4-12C GT3             | 95  |
| 60              | GT3-Pro-Am       | 90  | Preci-Spark                   | David Jones Godfrey Jones Mike Jordan Bernd Schneider                 | Mercedes-Benz SLS AMG GT3       | 73  |
| 61              | Cup              | 86  | RMS                           | Philippe Salini Thierry Stépec Éric Mouez David Loger                 | Porsche 997 GT3 Cup             | 63  |
| 62              | GT3-Pro-Am       | 35  | GT Academy Team RJN           | Chris Ward Alex Buncombe Jann Mardenborough Lucas Ordoñez             | Nissan GT-R GT3                 | 53  |
| 63              | GT3-Pro-Am       | 37  | DB Motorsport                 | Jochen Habets Leon Rijnbeek Simon Knap Andrew Danyliw                 | BMW Z4 GT3                      | 52  |
| 64              | GT3-Pro-Am       | 80  | Emil Frey Racing              | Lorenz Frey Rolf Maritz Gabriele Gardel Frédéric Barth                | Jaguar XKR                      | 52  |
| 65              | GT3-Pro-Am       | 33  | Pro GT by Alméras             | Jean-Antoine Leclerc Éric Dermont David Tuchbant Franck Perera        | Porsche 997 GT-R                | 39  |
| 66              | Cup              | 87  | RMS                           | Manuel Nicolaidis Fabio Spirgi Olivier Baron Richard Feller           | Porsche 997 GT3 Cup             | 34  |

### Nur in der Meldeliste
Zu diesem Rennen sind keine weiteren Meldungen bekannt.

### Klassensieger
| Klasse           | Fahrer           | Fahrer                | Fahrer              | Fahrer         | Fahrzeug               | Platzierung im Gesamtklassement |
| ---------------- | ---------------- | --------------------- | ------------------- | -------------- | ---------------------- | ------------------------------- |
| GT3-Pro          | Frank Stippler   | René Rast             | Andrea Piccini      |                | Audi R8 LMS ultra      | Gesamtsieg                      |
| GT3-Pro-Am       | Andrea Bertolini | Alessandro Pier Guidi | Louis Machiels      | Niek Hommerson | Ferrari 458 Italia GT3 | Rang 4                          |
| Cup              | Kevin Balthazard | Christophe Bigourie   | Raf Vleugels        | Rik Renmans    | Porsche 997 GT3 Cup    | Rang 25                         |
| Gentleman-Trophy | Bert Redant      | Armand Fumal          | Steve van Bellingen | Johan Vanloo   | Porsche 997 GT3 Cup S  | Rang 17                         |

### Renndaten
- Gemeldet: 66
- Gestartet: 66
- Gewertet: 28
- Rennklassen: 4
- Zuschauer: unbekannt
- Wetter am Renntag: starker Regen in der Nacht, am Rennende trocken
- Streckenlänge: 7,004 km
- Fahrzeit des Siegerteams: 24:01:21,757 Stunden
- Gesamtrunden des Siegerteams: 509
- Gesamtdistanz des Siegerteams: 3565,036 km
- Siegerschnitt: 148,400 km/h
- Pole Position: Gregory Franchi – BMW Z4 GT3 (#66) – 2:19,473
- Schnellste Rennrunde: Bas Leinders – BMW Z4 GT3 (#3) – 2:19,758
- Rennserie: 4. Lauf zur Blancpain GT Series 2012